# Gare de Brion-près-Thouet
La gare de Brion-près-Thouet est une gare ferroviaire française fermée de la ligne de Chartres à Bordeaux-Saint-Jean, située sur le territoire de la commune de Brion-près-Thouet dans le département des Deux-Sèvres et la région Nouvelle-Aquitaine. 
La station est mise en service en 1882 par l'Administration des chemins de fer de l'État (État) et fermée au service des voyageurs par la Société nationale des chemins de fer français (SNCF) en 1980.

## Situation ferroviaire
Établie à 46 mètres d'altitude, la gare de Brion-près-Thouet est située au point kilométrique (PK) 317,081 de la ligne de Chartres à Bordeaux-Saint-Jean, entre les gares de Montreuil-Bellay et de Thouars.

## Histoire
La station de Brion est mise en service le 16 octobre 1882, par l'Administration des chemins de fer de l'État (État), lorsqu'elle ouvre à l'exploitation la ligne de Niort à Montreuil-Bellay.

## Patrimoine ferroviaire
L'ancienne halte avec son quai de chargement est toujours présente mais le bâtiment voyageurs n'existe plus.